# Liste der Stolpersteine in Eislingen/Fils
Die Liste der Stolpersteine in Eislingen/Fils beschreibt besondere Pflastersteine in Gehwegen, die an die Opfer der nationalsozialistischen Diktatur in der Großen Kreisstadt Eislingen/Fils im Landkreis Göppingen, Baden-Württemberg, erinnern sollen. Die Stolpersteine wurden vom Künstler Gunter Demnig konzipiert und werden von ihm in fast ganz Europa verlegt.
In Eislingen/Fils wurden insgesamt
fünf
Stolpersteine an zwei Anschriften gesetzt.
Die erste Verlegung fand am 10. April 2007 statt, die zweite und bislang letzte am 30. März 2019. Am diesem Tag hielt Gunter Demnig auch einen Vortrag in der Stadt.

## Stolpersteine in Eislingen/Fils
Die Tabelle ist teilweise sortierbar; die Grundsortierung erfolgt alphabetisch nach dem Familiennamen des Opfers.
| Stolperstein | Inschrift | Verlegeort               | Verlege- datum | Name, Leben |
| --- | --- | ------------------------ | -------------- | --- |
| Bild gesucht Der Benutzer GeorgDerReisende ( Diskussion ) wünscht sich an dieser Stelle ein Bild vom Ort mit diesen Koordinaten 48.700971 9.711339 . Motiv: Richard-Wagner-Straße 26: die Stolpersteine für die Familie Plawner, die Lage und das Haus Falls du dabei helfen möchtest, erklärt die Anleitung , wie das geht. BW | HIER WOHNTE MINA PLAWNER GEB. GRUBER JG. 1898 AUSGEWIESEN 1939 JASLO / POLEN ERMORDET 1942                                  | Richard-Wagner-Straße 26 | 10. Apr. 2007  | Minah Plawner Felabaner geb. Gruber wurde am 1. August 1898 in Auschwitz geboren. Ihre Eltern führten in der Ulica Koscielna 12 – neben der katholischen Kirche – ein Restaurant. Ihr Vater hieß Shlomo Gruber. Die Tochter absolvierte eine Ausbildung als Montessori-Erzieherin und heiratete Dr. Wolf Bernhard Plawner. Das Paar wanderte in den 1920er Jahren ins britische Mandatsgebiet Palästina aus und versuchte vergeblich, sich in Haifa zu etablieren. Am 7. März 1926 wurde dort ihre erste Tochter, Pnina, geboren, doch bald kehrten die Eheleute mit ihrem Baby nach Deutschland zurück. Der Ehemann fand eine Stelle in der Papierfabrik Fleischer in Eislingen. Ab 1928 lebte die Familie in Großeislingen, welches im September 1933 Teil der neu gegründeten Stadt Eislingen/Fils wurde. 1934 wurde die zweite Tochter, Rachel-Dina, geboren. 1939 wurde die Familie nach Jasło in Polen ausgewiesen. Von Jaslo aus bemühten sie sich erneut um eine Ausreise nach Palästina, da die Altersgrenze dafür bei 35 Jahren lag, waren Minah Plawner und ihr Mann zu alt. 1941/1942 mussten die Plawners in das neu errichtete Ghetto und dort Zwangsarbeit leisten. Das Ghetto bestand nur wenige Monate und wurde 1942 geräumt. Minah Plawner und ihre Familie wurden im Zuge der Shoah vom NS-Regime ermordet. |
| | HIER WOHNTE PNINA PLAWNER JG. 1926 AUSGEWIESEN 1939 JASLO / POLEN ERMORDET 1943                                             | Richard-Wagner-Straße 26 | 10. Apr. 2007  | Pnina Plawner wurde am 7. März 1926 in Haifa, damals Völkerbundsmandat für Palästina, geboren. Ihre Eltern waren Wolf Bernhard Plawner und Minah geb. Gruber, Emigranten aus Deutschland. Bald nach ihrer Geburt kehrten die Eltern mit dem Baby nach Deutschland zurück. Ab 1928 lebte die Familie in Großeislingen. 1934 wurde ihre Schwester, Rachel-Dina, geboren. 1939 wurde die Familie nach Jasło in Polen ausgewiesen. 1941/1942 musste die Familie ins neu errichtete Ghetto umziehen und dort Zwangsarbeit leisten, Pnina Plawner war einem Putzkommando zugeteilt. Ludwig Rommeis, ein NS-Scherge, hielt eine schützende Hand über Pnina Plawner und ihre Familie. er versorgte die Familie mit Nahrung und verhalf Pnina Plawner zur Flucht, als 1942 das Ghetto wieder geräumt wurde. Sie gab sich mit einem Freund als Ehepaar aus und flüchtete nach Kielce, wo sie mit falschen Papieren lebten. Durch ihr nicht sehr gutes Polnisch fiel sie in einer Warteschlange für Brot einem Deutschen auf, der sie denunzierte. Pnina Plawner und ihr Freund wurden noch am selben Tag erschossen. Auch ihre Eltern und Schwester wurden Opfer der Shoah und vom NS-Regime ermordet. |
| | HIER WOHNTE RACHEL-DINA PLAWNER JG. 1934 AUSGEWIESEN 1939 JASLO / POLEN ERMORDET 1942                                       | Richard-Wagner-Straße 26 | 10. Apr. 2007  | Rachel-Dina Plawner wurde am 13. Juni 1934 in einem Stuttgarter Krankenhaus geboren. Ihre Eltern waren Wolf Bernhard Plawner und Minah geb. Gruber. Sie hatte eine Schwester, Pnina, geboren 1926 in Haifa. Die Familie lebte in Eislingen/Fils. 1939 wurde die Familie nach Jasło in Polen ausgewiesen. 1941/42 mussten sie in das neu errichtete Ghetto umsiedeln. Ludwig Rommeis, ein NS-Scherge, hielt schützend seine Hand über die Familie Plawner, als 1942 das Ghetto wieder aufgelöst wurde, half er ihrer Schwester Pnina bei der Flucht. Rachel-Dina war blond und blauäugig, Rommeis wollte sie in seiner Familie aufnehmen und als seine Tochter ausgeben, doch die achtjährige Dina wollte bei ihrer Mutter bleiben. Rachel-Dina Plawner und ihre Familie wurden im Zuge der Shoah vom NS-Regime ermordet. Ihrer Schwester gelang zwar die Flucht, sie wurde aber in Kielce denunziert und erschossen. |
| | HIER WOHNTE DR. WOLF BERNHARD PLAWNER JG. 1898 AUSGEWIESEN 1938 JASLO / POLEN ?                                             | Richard-Wagner-Straße 26 | 10. Apr. 2007  | Dr. Wolf Bernhard Plawner wurde am 19. Januar 1898 in Auschwitz geboren, damals ein kleines Städtchen der k. k. Monarchie Österreich-Ungarn, mehrheitlich jüdisch besiedelt und ‚Ospitzim‘ genannt. Sein Vater war Samuel Plawner. Wolf Bernhard Plawner ging gemeinsam mit seinem Bruder Oskar nach Wien und studierte dort Chemie. Er schloss seine Studien an der Technischen Hochschule mit dem Titel eines Dr. Ing. ab und heiratete Mina Gruber, die ebenfalls aus Auschwitz stammte. Das Paar wanderte in den 1920er Jahren ins britische Mandatsgebiet Palästina aus und versuchte vergeblich, sich in Haifa zu etablieren. Am 7. März 1926 wurde dort ihre erste Tochter, Pnina, geboren, doch bald kehrten die Eheleute mit ihrem Baby nach Deutschland zurück. Wolf Bernhard Plawner fand eine Stelle in der Papierfabrik Fleischer in Eislingen. Ab 1928 lebte die Familie in Großeislingen, welches im September 1933 Teil der neu gegründeten Stadt Eislingen/Fils wurde. 1934 wurde die zweite Tochter, Rachel-Dina, geboren. 1939 wurde die Familie nach Jasło in Polen ausgewiesen. Alle vier Familienangehörige wurden im Zuge der Shoah vom NS-Regime ermordet. Sein Bruder Oskar konnte die Shoah überleben, Nachkommen leben in Stuttgart. |
| Bild gesucht Der Benutzer GeorgDerReisende ( Diskussion ) wünscht sich an dieser Stelle ein Bild vom Ort mit diesen Koordinaten 48.698603 9.706059 . Motiv: Jahnstraße 5: der Stolperstein für Arthur Schrag, die Lage und das Haus Falls du dabei helfen möchtest, erklärt die Anleitung , wie das geht. BW                    | HIER WOHNTE ARTHUR SCHRAG JG. 1907 VERHAFTET 17.1.1940 GEFÄNGNIS DIEBURG VERURTEILT §175 1941 FLOSSENBÜRG ERMORDET 8.5.1942 | Jahnstraße 5             | 30. März 2019  | Arthur Schrag wurde am 13. Februar 1907 in Eislingen geboren. Seine Eltern waren Hermann Alfred Schrag (1861–1919) und Dorothea geb. Hansch (1863–1909). Er war das jüngste von vierzehn Geschwistern. Die Familie war evangelisch. Früh verlor er die Mutter, im Alter von zwei Jahren, dann auch den Vater, im Alter von zwölf Jahren. Er kam in den Haushalt seiner Schwester Emilie Mauz und von deren Ehemann, die in der Jahnstraße 5 wohnten. Die Schwester war 16 Jahre älter. Am 3. April 1921 wurde er in der Christuskirche konfirmiert, überliefert ist sein Konfirmationsspruch (aus Psalm 27, 10): „Denn mein Vater und meine Mutter verlassen mich, aber der HERR nimmt mich auf.“ Er wurde Reisender und war einer von rund 140.000 deutschen Männern, die nach § 175 verurteilt wurden – als „Mann, der mit einem anderen Mann Unzucht treibt oder sich von ihm zur Unzucht mißbrauchen läßt“. Er wurde am 17. Januar 1940 in die Untersuchungshaftanstalt Mannheim eingeliefert und mit der Gefangenenbuchnummer 1898 registriert. Am 20. Januar 1940 wurde er in das Gefängnis von Dieburg überstellt. Seine Strafdauer betrug zwei Jahre Haft. Am 8. September 1941 brachte ihn die Kripo Stuttgart in das Konzentrationslager Flossenbürg, wo er als „Vorbeugehäftling“ mit der Häftlingsnummer 3089 erfasst wurde. Arthur Schrag verlor am 8. Mai 1942 sein Leben. Als offizielle Todesursache wurde „acuter Herztod“ angegeben. Er war 35 Jahre alt. In seinem Nachlass fand sich eine Bibel. Mitglieder der alteingesessenen Familie wussten zur Zeit der Stolperstein-Vorbereitungen nichts zu berichten: „Es wurde nicht über ihn gesprochen.“ Im Rahmen der Feierstunde zur Verlegung des Stolpersteins für Arthur Schrag sprachen die Schriftstellerin Tina Stroheker und ihr Ehemann, der SPD-Stadtrat Peter Ritz, sowie Pfarrer Frederik Guillet von der Christuskirchengemeinde. Anwesend war Oberbürgermeister Klaus Heininger. |